# Stone Cold Crazy
"Stone Cold Crazy" is een nummer van de Britse rockband Queen van hun album Sheer Heart Attack uit 1974. Het is het achtste nummer op het album. Alhoewel het nooit op single was uitgegeven, staat het op verschillende compilatiealbums van Queen en werd het in de eerste tien jaar van hun bestaan bijna op ieder optreden live gespeeld.
De credits van het nummer wordt gedeeld tussen alle bandleden, alhoewel zanger Freddie Mercury het nummer al speelde met zijn band Wreckage voordat Queen werd opgericht. Het was het eerste nummer dat Queen live speelde in 1970, maar het nummer onderging zowel in de muziek als in de tekst veel veranderingen voordat het werd opgenomen, waardoor het aan alle leden wordt toegeschreven. Eerdere versies van het nummer waren veel langzamer volgens de band, maar hier bestaan geen bootlegs van.
In 2009 werd het nummer door VH1 benoemd tot nummer 38 op de lijst van beste hardrocknummers aller tijden.
Het nummer is bekend om zijn snelle tempo en harde verdraaiing en is hiermee een voorloper van speedmetal.

## Cover versies
Metallica coverde het nummer als hun bijdrage aan het compilatiealbum Rubáiyát om de veertigste verjaardag van Elektra Records te vieren. Deze coverversie werd later gebruikt op de B-kant van hun single Enter Sandman en won in 1991 een Grammy Award; het stond ook op hun covers/B-kanten album Garage Inc.. De Metallica-versie van het nummer is agressiever dan het origineel; ze veranderden de tekst ook een beetje, waarbij ze tweemaal het woord "fuck" toevoegden en de humoristische zinnen veranderden in meer gewelddadige zinnen, zoals "walking down the street/shooting people that I meet/with my fully loaded tommy gun" in plaats van "rubber tommy water gun".
James Hetfield zong het nummer samen met Queen en Tony Iommi van Black Sabbath op het Freddie Mercury Tribute Concert. Metallica speelde het nummer ook als toegift op hun Black Album tour; het staat op de live-cd Live Shit: Binge & Purge en de live-dvd Français Pour Une Nuit. Hellyeah speelde Metallica's versie van Stone Cold Crazy op hun Family Values Tour en refereren het soms onder de titel "Stone Cold Wasted".
Extreme speelde ook een deel van het nummer tijdens hun medley op het Freddie Mercury Tribute Concert. De band Eleven heeft ook een cover opgenomen, maar liet de leadvocalen doen door hun vriend en frontman van Queens of the Stone Age Josh Homme op het album Killer Queen: A Tribute to Queen.
De rockband Sum 41 begon met het coveren van dit nummer in hun liveshows in 2010.